# Liste der geschützten Landschaftsteile in Oberösterreich
Diese Liste der geschützten Landschaftsteile in Oberösterreich enthält die acht geschützten Landschaftsteile (GLT), die auf Grund des oberösterreichischen Naturschutzrechts ausgewiesen sind. Es sind kleinräumige Schutzobjekte unter wenig strengem Landschaftsschutz.

## Liste der geschützten Landschaftsteile
| Foto |                 | Name          | ID   | Bezirk           | Standort | Beschreibung | Fläche   | Datum      |
| ---- | --------------- | ------------- | ---- | ---------------- | --- | --- | -------- | ---------- |
| 0 BW | Datei hochladen | Ascherweiher  | gl04 | Braunau am Inn   | Braunau am Inn KG: Ranshofen GrStNr: 1830, 1828, 1834/3, 1837/1, 1829/1, 1831/4, 1834/19, 1834/21 sowie tw. 1831/2 Standort | Ein künstlich erweiterter Quellaustrittsweiher mit angrenzenden Großseggenröhrichten, Schwarzerlen-Sumpfwald sowie einem Eschen-Hangwald. In Teilbereichen kommen auch Feuchtwiesen vor.                                                 | 6,2 ha   | 05.08.1991 |
| 1    | Datei hochladen | Himmelreich   | gl09 | Kirchdorf        | Micheldorf in Oberösterreich KG: Obermicheldorf Standort                                                                    | Das Himmelreich ist ein Gebiet mit Erlen-Bruchwald sowie Quell-, Sumpf- und Bergwiesen sowie verschiedenen angelegten Teichen und Tümpeln. Das Areal beherbergt eine große Vielfalt an Vogel-, Amphibien-, Reptilien- und Insektenarten. | 13,64 ha | 27.11.2008 |
| 1    | Datei hochladen | Krottensee    | gl07 | Gmunden          | Gmunden KG: Schlagen GrStNr: 229/1 u. a. Standort                                                                           | Das Toteisloch weist eine seltene Verlandungsvegetation sowie ausgedehnte Schwingrasenflächen auf. | 3,5 ha   | 31.03.2005 |
| 0 BW | Datei hochladen | Moosleithen   | gl08 | Schärding        | Andorf KG: Andorf Standort                                                                                                  | Das Feuchtwiesenareal Moosleithen ist im Süden von einem Schwarzerlen-Moorwald umgeben. Im Osten grenzt das Areal an Eichen-Hainbuchenwäldern.                                                                                           | 12,22 ha | 30.09.2005 |
| 1    | Datei hochladen | Schlüßlberg   | gl03 | Grieskirchen     | Schlüßlberg KG: Schlüßlberg GrStNr: 211 Standort                                                                            | Ein alter und artenreicher Eschen-Hangwald. | 2,55 ha  | 24.06.1988 |
| 0 BW | Datei hochladen | Pfarrerhölzl  | gl06 | Ried im Innkreis | Hohenzell KG: Gonetsreith Standort                                                                                          | Ein naturnaher Laubwald, der teilweise 200 Jahre alt ist und überwiegend aus Eichen, Hainbuchen und Eschen besteht. |          | 28.04.2000 |
| 0 BW | Datei hochladen | Unterriedl    | gl01 | Rohrbach         | St. Stefan-Afiesl KG: Unterriedl Standort                                                                                   | Ein kleines Niedermoor mit Schwarzerlen-Sumpfwald und einer Moorwiese. | 1,59 ha  | 15.06.1984 |
| 0 BW | Datei hochladen | Welset Pühret | gl02 | Rohrbach         | Haslach an der Mühl KG: Haslach GrStNr: 568 Standort                                                                        | Der größte, weitgehend naturbelassene Stiel-Eichen-Hangwald des Mühlviertels. | 4,5 ha   | 30.03.1987 |